# 西格弗里德·波沃尔尼
西格弗里德·波沃尔尼（德語：Siegfried Powolny，1915年9月20日—1944年7月19日），奥地利前男子手球运动员。他曾代表奥地利参加1936年夏季奥林匹克运动会手球比赛，获得一枚银牌。